# James W. Abert

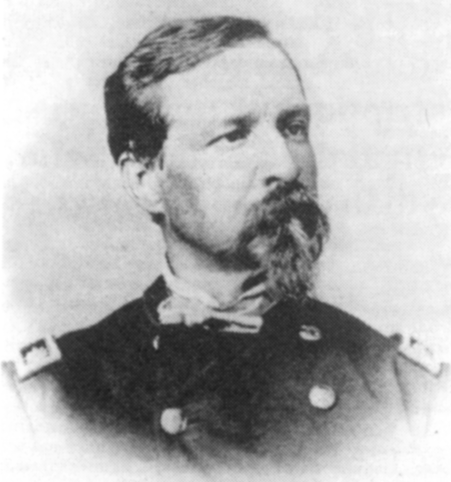
James W. Abert

James W. Abert (* 18. November 1820 in Mount Holly, New Jersey; † 10. August 1897) war ein US-amerikanischer Ingenieuroffizier und Kartograf. Er betrieb vor allem im Gebiet des heutigen US-Bundesstaates Arkansas und am Canadian River kartografische Studien. Er nutzte vor allem das Wissen der dort lebenden Indianer, um eine geographische Übersicht dieser Region zu erarbeiten. Bei verschiedenen Expeditionen von John Charles Fremont gehörte der als Kartograph der Expeditionsgruppe an. 
Ihm zu Ehren wurde der Abert Lake im Westen der Vereinigten Staaten benannt.